# オヴィッド・ミュザン
オヴィッド・ミュザン（Ovide Musin 1854年9月22日 - 1929年10月30日）は、ベルギーのヴァイオリニスト、作曲家。19世紀から20世紀初頭にかけてのフランス・ベルギー（フランコ＝ベルギー）ヴァイオリン楽派を代表する人物の1人。

## 生涯
ミュザンはリエージュに程近いナンドゥランに生まれた。6歳の時に父から子ども用ヴァイオリンを贈られた彼は、村のアマチュアコントラバス奏者から最初の演奏の手ほどきを受けた。これ以降、彼は一度耳にした旋律はまねて演奏するようになる。3年後、ミュザンの才能を見抜いたリエージュのヴァイオリニストが、彼の両親に対して本式の音楽教育を受けさせるべきだと助言する。そこで1863年10月、ミュザンは多くの著名なヴァイオリニストを世に送り出していたデジレ・ヘインベルグ（Désiré Heynberg、1831年–1897年）の下で学ぶべく、リエージュ王立音楽院の入学試験を受験することになった。彼は朝の音楽の講座を受講した後、一般教養のために普通の学校へも通っていた。
ミュザンは1867年にウジェーヌ・イザイと同時に2等賞、1869年には1等賞、そして1870年には演奏の金メダル（médaille d'or）を獲得した。彼と級友のイザイ、セザール・トムソン、マルタン・マルシックらは、イザイの父親であるニコラ・イザイが組織したPavillon de Floreでの合奏を通じてオーケストラ経験を積んでいった。
1870年に普仏戦争のために祖国に避難していたユベール・レオナールがリエージュ王立音楽院に上級者クラスを開講し、ミュザンはそこで学ぶことになった。彼は最終学年の年にオーステンデでジャン＝バティスト・サンジュレーが率いていたKursaal管弦楽団のコンサートマスターの職を得ることができ、毎週5つの大きな演奏会と複数の室内楽演奏会を受け持つことになった。彼はここでヘンリク・ヴィエニャフスキに出会っている。
1872年、ミュザンはパリに戻ってきていたレオナールの下でさらに研鑽を積むことになった。当時のミュザンの収入源はソロの演奏会と弦楽四重奏団での活動によるものだけであった。見かねたレオナールに連れられてパリの上流階級のサロンへと赴いた彼は、同郷のフランクをはじめ、サン＝サーンス、フォーレ、プーニョらと交流を持つ。また、作家のジュール・ヴェルヌ、エミール・ゾラ、ギ・ド・モーパッサンやその他の著名人らの面識も得た。こうした交際は彼が縁故を広げるにあたって大きな力となり、ミュザンは国際的なキャリアを形成できるようになった。サン＝サーンスはしばしば『ヴァイオリン協奏曲第4番』となるはずだったとされる『演奏会用小品 ト長調』 Op.62をミュザンに献呈している。
ミュザンは独奏者としてのキャリアの中でヨーロッパ、南北アメリカ大陸、オーストラリア、ニュージーランドのほとんどの重要なコンサートホールで演奏会を催したばかりでなく、中国や日本の主要都市にも足を運んだ。最初のアメリカツアーの間に、彼は将来妻となる最高裁判所判事の娘でソプラノのアンナ・ルイーズ・タンナーと出会った。1891年10月7日にブルックリンで結婚した2人は、連れ立って多くの演奏旅行をこなしていった。
老いた母のためにリエージュに帰郷したミュザンは、ブリュッセル王立音楽院の教授となっていたセザール・トムソンの講座を引き継ぐことになった。1909年に母がこの世を去ると、彼は前年に創設されていたOvide Musin's Belgian School of Violinの指揮を執るべくニューヨークへと引き返した。
ミュザンは世界を股にかけた演奏旅行、その間の出来事や出会った人々の詳細を旅行記に書き留めており、これらは本にまとめられ「Un Violoniste aux Antipodes」と題されて出版された。また、彼は自らの生涯と音楽遺産について4巻にわたる自伝書を執筆し、1920年に「My Memories: A half-century of adventures and experiences and globe travel written by himself」としてニューヨークのミュザン出版社から刊行した。
ミュザンはブルックリンに没した。享年75。

## 主要作品
- Valse chantante『Ma Belle Amie』 ロンドン、1882年
- ヴァイオリンとピアノのための『演奏会用マズルカ』 ニューヨーク、Eddy E. Schuberth、1887年
- 演奏会用カプリース Op.6 ニューヨーク、E. Schuberth、1893年
- ヴァイオリンとピアノ伴奏のための演奏会用ワルツ Op.7 ニューヨーク、E. Schuberth、1893年
- ヴァイオリンとピアノ伴奏のための子守歌 Op.9 ニューヨーク、E. Schuberth、1893年
- ロマンティックなマズルカ Op.11, no.3 ニューヨーク、Carl Fischer、1898年
- 勇壮なマズルカ Op.14 no. 2 ニューヨーク、Carl Fisher、1898年
- 『Words from the Heart』によるパラフレーズ Op.16
- ヴァイオリンとピアノ伴奏のための『上品なマズルカ』 Op.25, no. 4 ニューヨーク、O. Musin Publishing、1912年
- ナイチンゲール（Le Rossignol） Op.24 ニューヨーク、O. Musin Publishing、1912年
- ヴァイオリンのベルギー楽派 第4巻（音階によるヴァイオリンのための22の毎日の練習曲）、O. Musin Publishing、1915年
- 演奏会用ワルツ第2番
- カプリチオ・ノットゥルノ